# スキップ (カーリング)

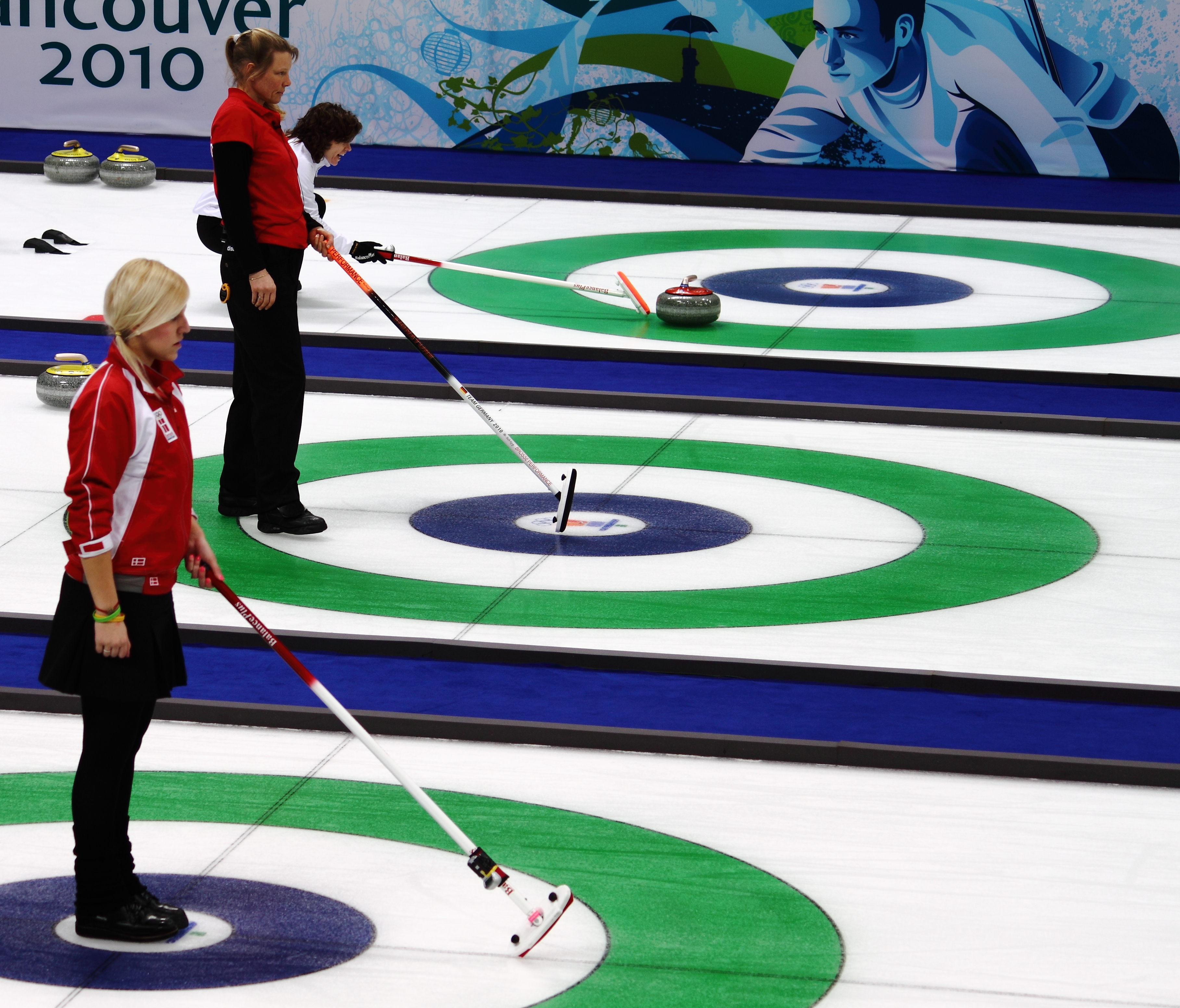
2010年バンクーバーオリンピックにおいて、氷上でブラシを持つスキップのマドレーヌ・デュポン、アンドレア・シェップ、ミリアム・オット

カーリング競技において、スキップ（英: skip）は、チームの主将である。スキップは、戦略を決定し、ハウス（ターゲットエリア）からカーリングシートの反対側にいる投球者に対し、ストーンを投げる際に目標とすべき場所をブラシで指示する。7投目、8投目を投げるフォースを担当することが一般的であるが、他のポジションでプレイすることもできる。
略記号として「S」が使用されることがある。また、英語では「skipper（スキッパー）」と呼ばれることもあるほか、「skip」を「スキップの役割を担う」という意味の動詞としても使用する。
通例として、スキップの名前でチームを識別する。例えば、2018年平昌オリンピックのカーリング競技で銅メダルを獲得した日本女子代表チーム、LS北見（ロコ・ソラーレ）の場合、スキップの藤澤五月の名前を取って「Team Fujisawa」となる。

## 役割
スキップはチーム全体を統率し、戦略的な指示を行う。口頭の指示と身体的なジェスチャーを使って、チームメイトにショットをコールする。予定しているショットの軌道を伝える場合、ブラシで氷上をタップしたり、他のストーンが関わる場合はそのストーンの方向にブラシを動かしたりすることが多い。一般的に、スキップはストーンに求められるウェイト（速さ）、ターン（回転）、ライン（ストーンが通るコース）を決め、投球者がストーンを投げる際に目標とすべき場所をブラシで指し示す。
ストーンが投げられると、スキップはショットのラインをコールし、ストーンがシート上を移動する間スイーパーとコミュニケーションをとる。また、ストーンの軌道を判断し、ストーンの軌道を維持できるよう、スイーパーにスイープの指示をコールする。スキップはフォースを務めることが多く、最後の2投を緊張せずに投げることができなければならないのだが、通常、最後のストーンはエンドで最も重要なストーンとなるため、難しい任務となる。また、最後の2投を担当する者として、ショットのレパートリーを幅広く持ち、様々な種類のショットを思い通りの場所に決める能力が求められる。
試合が進むにつれ、スキップはストーンのタイミングやカーリングシートの特徴など、試合の様々な局面を判断し、最適なショットと戦略を選択することが求められる。また、氷を読み、氷の状態を考慮して試合を進めることが求められる。さらに、チームの主将としてチームの各選手のプレースタイルと強みを理解し、能力に応じたショットをコールして、強みを生かした戦略を立てる。また、相手の試合運びを観察し、相手の強みと弱みをピンポイントで把握して、相手を不利な局面に追い込むことができるように戦略を組み立てることが求められる。

## 主な出来事
- 1927年に開催されたBrier（英語版）では、急遽結成された4人のスキップによるチームが優勝した[13]。
- 一般的にスキップはフォースを務めることが多いが、リード（例：マルガレータ・シーグフリードソン（英語版））、セカンド（例：ペーター・デクルス（英語版））、サード（例：ランディ・ファービー（英語版））を務めることもある。
- 2015年に開催されたTim Hortons Brier（英語版）では、2勝3敗でスタートしたTeam Canadaが大会の途中でスキップを変更し、優勝した[14]。
- 2018-2019シーズンでは、ケリー・エイナーソン（英語版）がメンバー全員元スキップのチームを結成した[15]。このチームは2020年、2021年のScotties Tournament of Hearts（英語版）で2年連続優勝した。
- 様々な競技レベルで「スキップ不在」が発生している。以下は、主な例である。
  - 2019-2020シーズンでは、Team Rothのスキップ、ニナ・ロス（英語版）が産休に入り、バイス・スキップのタビタ・ピーターソン（英語版）がスキップを務めた[16]。
  - 2019年のチャンピオンズカップでは、Team Hasselborgのスキップ、スウェーデンのアンナ・ハッセルボリが、同時期に開催されたミックスダブルスの世界大会にスウェーデン代表として出場するために不在となり、スコットランドのイブ・ミュアヘッドが代理のスキップを務めた[17][18]。